# Dolní Tunguzka
Dolní Tunguska (rusky Нижняя Тунгуска) je řeka v Krasnojarském kraji a v Irkutské oblasti v Rusku. Je dlouhá 2 989 km. Povodí řeky má rozlohu 473 000 km².

## Průběh toku
Pramení na jihu Středosibiřské pahorkatiny východně od Angarského krjaže. Na horním toku až po ústí Ilimpeje teče v široké dolině. V korytě se nacházejí četné peřeje a říční prahy. Na dolním toku v délce 1 300 km jsou častá jezerům podobná rozšíření dlouhá 20 až 25 km. V místech, kde protéká trappy, vytváří soutěsky široké méně než 200 m se svislými břehy vysokými 100 až 200 m. Vytváří zde říční prahy a dlouhé kamenné mělčiny tzv. korgi vysoké 8 až 10 m. Pod prahy dosahuje hloubka 60 až 100 m a vyskytují se tam vodní víry. Průměrná hloubka řeky činí 4 až 6 m, na peřejích 2,5 až 3 m. Největší říční prahy jsou Ždanovský, Vivinský, Učaminský a Velký. Rychlost toku je na prazích až 5 m/s. Ústí zprava do Jeniseje.

### Přítoky
- zprava – Kočečum, Vivi, Tutončana, Severnaja, Jejka
- zleva – Něpa, Velká Jerjoma, Ilimpeja, Nidym, Tajmura, Učami

## Vodní režim
Zdrojem vody jsou převážně sněhové srážky. Nejvyšších vodních stavů dosahuje na horním toku od května do června a na dolním toku až do července. Průměrný průtok vody v ústí činí 3 680 m³/s, největší dosáhl ve vzdálenosti 125 km od ústí 74 000 m³/s. V zimě nastává silný pokles průtoku a za celé toto roční období proteče řekou jen 1 % celkového ročního odtoku. Zamrzá v půli října případně až na začátku listopadu a rozmrzá v květnu. Rozmrzání trvá od 4 až 5 do 9 až 11 dní. Ve zúženích se vytvářejí mohutné ledové zátarasy a úroveň hladiny stoupá o 20 až 35 m.

## Využití
Vodní doprava je možná při vyšší vodě od vesnice Tury, která je centrem Evenckého rajónu. Na horním toku jezdí kutry a barže. V ústí se nachází přístav Turuchansk. V povodí se nachází Tunguský uhelný revír.